# لا أشعر بالرضا (أغنية)
لا أشعر بالرضا (أغنية) (بالإنجليزية: I Can't Get No) Satisfaction) هي أغنية لفريق الروك الإنجليزي «ذا رولينج ستونز»، صدرت عام 1965، كتبها ميك جاجر وكيث ريتشاردز وأنتجها أندرو لوج أولدهام. اللازمة الموسيقية لجيتار ريتشاردز (التي كان يُراد استبدالها بأبواق) تفتتح وتقود الأغنية. تشير الكلمات إلى الإحباطات الجنسية والتجارية. تم إصدار الأغنية لأول مرة كأغنية فردية في الولايات المتحدة في يونيو 1965 وظهرت أيضًا في النسخة الأمريكية من ألبوم الاستوديو ذارولينج ستونز الرابع «خارج رؤوسنا Out of Our Heads». حققت الأغنية نجاحًا كبيرًا، حيث صعدت للمرتبة الأولى في الولايات المتحدة، وفي المملكة المتحدة، تم بث الأغنية في البداية على محطات راديو القرصنة (هي محطة إذاعية تبث بدون ترخيص) لأن كلماتها كانت تعتبر موحية جنسيًا، ولاحقًا أصبحت رابع أغنية للرولينج ستونز تصل إلى المركز الأول في المملكة المتحدة.
الأغنية واحدة من أكثر الأغاني شعبية في العالم، وهي الثانية في قائمة مجلة «رولينج ستون» لأعظم 500 أغنية في كل العصور. تم إدخالها في «قاعة جرامي للمشاهير» في عام 1998، وهي خامس أفضل أغنية في قوائم النقاد على الإطلاق وفقًا موقع الويب «اكليمد ميوزيك Acclaimed Music» الذي أنشأه «هنريك فرانزون» وهو إحصائي من ستوكهولم، السويد. تمت إضافة الأغنية إلى السجل الوطني للتسجيلات بمكتبة الكونغرس في عام 2006.

## طاقم العزف والتسجيل
- ميك جاغر: غناء رئيسي ومساند
- كيث ريتشاردز: جيتار كهربائي ودعم الغناء
- بريان جونز: جيتار صوتي
- بيل وايمان: جيتار باس
- تشارلي واتس: طبول
- جاك نيتشه: بيانو ودف[2]

## كلمات الأغنية
لا أشعر بالرضا، لا يمكنني إدراك  الرضا I can't get no satisfaction, I can't get no satisfaction
لأنني أحاول وأحاول وأحاول وأحاول 'Cause I try and I try and I try and I try
لا يمكنني الحصول على لا، لا يمكنني الحصول عليه I can't get no, I can't get no
عندما أقود سيارتي، ويأتي رجلًا في الراديو When I'm drivin' in my car, and the man come on the radio
يخبرني المزيد والمزيد عن بعض المعلومات غير المفيدة He's tellin' me more and more about some useless information
من المفترض أن يطلق مخيلتي Supposed to fire my imagination
لا أستطيع الحصول على لا، أوه، لا، لا، لا، مهلا، مهلا، مهلا I can't get no, oh, no, no, no, hey, hey, hey
هذا ما أقوله That's what I say
لا أشعر بالرضا، لا يمكنني إدراك  الرضا I can't get no satisfaction, I can't get no satisfaction
لأنني أحاول وأحاول وأحاول وأحاول 'Cause I try and I try and I try and I try
لا يمكنني الحصول على لا، لا يمكنني الحصول عليه I can't get no, I can't get no
عندما أشاهد تليفزيوني يأتي رجل ويخبرني When I'm watchin' my TV and a man comes on and tells me
كيف يمكن أن تكون قمصاني بيضاء How white my shirts can be
لكن، لا يمكنه أن يكون رجلاً لأنه لا يدخن But, he can't be a man 'cause he doesn't smoke
نفس السجائر مثلي The same cigarettes as me
لا أستطيع الحصول على لا، أوه، لا، لا، لا، مهلا، مهلا، مهلا I can't get no, oh, no, no, no, hey, hey, hey
هذا ما إقوله That's what I say
لا يمكنني الحصول على أي رضا، لا يمكنني الحصول على رد فعل فتاة I can't get no satisfaction, I can't get no girl reaction
لأنني أحاول وأحاول وأحاول وأحاول 'Cause I try and I try and I try and I try
لا يمكنني الحصول على لا، لا يمكنني الحصول عليه I can't get no, I can't get no
عندما أتجول حول العالم When I'm ridin' 'round the world
وأنا أفعل هذا وأنا أسجل ذلك And I'm doin' this and I'm signin' that
وأنا أحاول أن أجعل الفتاة التي تخبرني And I'm tryin' to make some girl, who tells me
حبيبي، من الأفضل العودة ربما الأسبوع المقبل Baby, better come back maybe next week
ألا ترى أنني في خط خاسر؟ Can't you see I'm on a losing streak
لا أستطيع الحصول على لا، أوه، لا، لا، لا، مهلا، مهلا، مهلا I can't get no, oh, no, no, no, hey, hey, hey
هذا ما أقوله، لا يمكنني الحصول على لا، لا يمكنني الحصول عليه That's what I say, I can't get no, I can't get no
لا يمكنني الحصول على أي رضا، ولا رضا I can't get no satisfaction, no satisfaction
لا رضا، لا رضا No satisfaction, no satisfaction
لا أستطيع الحصول على لا I can't get no

## نسخ أخرى للأغنية
قدم أكثر من 370 فنان وفريق نسخهم من الأغنية  وكان أبرزهم: أوتيس ريدينغ 1965 – فريق مانفرد مان 1966 – أريثا فرانكلين 1967 – ساندي شو 1968 – خوسيه فيليسيانو 1970 – فريق تروجز 1975 - جيري لي لويس صدرت بعد أكثر من 10 سنوات من تسجيلها 1986 – توم جونز 1989 - برتني سبيرز 2000 – ديفو 1977.

## وصلات خارجية
https://www.songfacts.com/facts/the-rolling-stones/i-cant-get-no-satisfaction (لاأقبل بعدم) الرضا
https://rollingstones.com/ (لاأقبل بعدم) الرضا
https://www.youtube.com/watch?v=nrIPxlFzDi0 (لاأقبل بعدم) الرضا
https://www.youtube.com/watch?v=jadvt7CbH1o (لاأقبل بعدم) الرضا
https://www.youtube.com/watch?v=iyDIgDrjTAU (لاأقبل بعدم) الرضا
https://www.youtube.com/watch?v=wyd9dP78s7M (لاأقبل بعدم) الرضا